# Estadio Willy González
El Estadio Willy González, también conocido como Estadio Ferroviario de Ovalle, fue el primer recinto deportivo donde ejerció de local el equipo de fútbol chileno Deportes Ovalle. Fue demolido en 1991.

## Historia
El recinto fue conocido por décadas como Estadio Ferroviario de Ovalle. Sobre su césped, Deportes Ovalle festejó su ascenso a la Primera División de Chile. Fue el 9 de noviembre de 1975, el campeón era Universidad Católica y el elenco ovallino podía asegurar el ascenso como subcampeón. Enfrentaba en su estadio a Deportes Linares. Con dos goles de Horacio Astudillo, Ovalle se puso rápidamente en ventaja 2:0 y debió aguantar el resultado, Linares obtuvo un descuento y estuvo cerca del empate. Con el triunfo ya sentenciado, una gran cantidad de gente se volcó a las calles. Una de las figuras del equipo fue Rubén Gómez.
Su nombre cambió a mediados de los años 1980, debido al fallecimiento del arquero Willy González, identificado con el club y la ciudad. Hasta 1991, temporada en la cual fue demolido, el Estadio Ferroviario se llamó Willy González en honor a su memoria.